# Бехтерев, Владимир Борисович
Влади́мир Бори́сович Бе́хтерев (род. 22 апреля 1973, Ижевск) — российский и киргизский биатлонист. Мастер спорта международного класса.

## Биография
Родился г. Ижевске. В своем родном городе начал заниматься биатлоном. В 1994 году окончил Удмуртский государственный университет. С 1993 года — работал спортсменом-инструктором комитета по физической культуре и спорту Ханты-Мансийского автономного округа. В сезоне 1999/2000 ему удалось пробиться в основную мужскую сборную России. За неё Бехтерев выступал на этапах Кубка Мира и Чемпионате Европы. Но из-за слабого лыжного хода ему не удалось выдержать конкуренции в составе сборной.
Через два года спортсмен принял решение выступать за Кыргызстан. За новую сборную он провел один сезон в розыгрыше кубка мира 2002/2003 г.г. Но выйти на высокий уровень и показать хорошие результаты Бехтереву не удалось, после чего он объявил о завершении карьеры.

## Достижения
- Чемпион мира среди юниоров: (1)
- Чемпион мира по летнему биатлону: (1) (1998)
- Бронзовый призёр чемпионата Европы: (1) (2000)
- Чемпион России по биатлону: (2)
- Наивысший результат на этапах кубка мира: 22-е место в преследовании в итальянской Антерсельве в сезоне 1999/2000